# لوسیانو گونسالس
لوسیانو گونسالس (اسپانیایی: Luciano González‎؛ زادهٔ ۱۰ آوریل ۱۹۹۷) بازیکن راگبی ۷ نفره راگبی اهل آرژانتین است.
وی در مسابقات کشوری و بین‌المللی در مجموع برندهٔ ۱ مدال طلا، ۱ مدال برنز شده‌است.